# Arheološki nalazi keramike iz Risna
Arheološki nalazi keramike iz Risna su pokretni nalazi upotrebnih predmeta, uglavnom iz perioda antičkog Risna,  u kojima dominira keramika raznih tipova i provenijencije i kvaliteta izrade, otkriveni tokom arheoloških istraživanja na više lokacija u Boki kotorskoj.

## Istorija
Praistorija
Prve ljudske zajednice na prosoru Risna vezuju se za epohu neolita-mlađeg kamenog doba i to prema tragovima u pećini Spila. U njoj je zastupljen stariji jadranski neolit (oko 5.500- 4.500 p.n.e. ) sa keramikom imoresso-cardium, karakterističnim za Mediteran, srednji (oko 4.500 – 3.800 p.n.e. ) i mlađi jadranski neolit (oko 3.800- 3.00 p.n.e ) sa nalazima keramike u gornjim slojevima.
Grčka naseobina
Neki autori smatraju da je Rizon bio grčka kolonija, od 6. veka p. n .e. dok drugi smatraju da je postojao istovremeno kad i ilirski grad, tačnije ilirski grad na gradini, a grčki u podnožju. U Risnu je bilo grčkih naseljenika, koji su preko luke trgovali sa Ilirima. Grci su živeli uz Ilire, i pored njih bila im je bitna trgovina. Sve njihove naseobine nalazile su se pod vlašću Ilira.
Sve otkriveni zapisi svedoče o prisustvu i snazi grčke kulture i uticaja u Risnu i Boki Kotorskoj, naročito u duhovnoj sferi.
Rimsko razdoblje
Rimska osvajanja ilirske države i područja sadašnjeg Bokokotorskog zaliva započeta su već 229.godine p.n.e. ratom protiv kraljice Teute. Ilirska država je egzistirala sve do 168. godine p.n.e. kada su Rimljani uspostavili potpunu kontrolu, poslednjom pobedom nad Ilirima. Došlo je do prevlasti Rimljana na Balkanu i uspostavljanje vladavine istočnim Sredozemljem.
Rimljani su sprovodila intezivno naseljavanje, naročito u primorskom pojasu, gde je spadao i Risanski zaliv, u čijem području su se nalazili gradovi Rhisinium i Acruium, kojom su vladali preko pet vekova, sve do propasti Zapadnog rimskog carstva 476.godine.
Od rimskog razdoblja ostali su brojni materijalni tragovi, koji ukazuje na Risan kao razvijenu i organizovanu sredinu.
Iz navedenih istorijskih razdoblja na arheološkim lokalitetaima u okolini Risna, otkriven je značajan pokretni arheološki materijal iz ilirskog i antičkog perioda, na Carinama.
Nalazi se u izloženi u više muzeja, međutim dosta toga je i nestalo. U kotorskom muzeju, sa područja Risna izloženi su mnogi keramički predmeti (npr sud sa šupljom nogom, ukrašen rebrastim elementima).

## Arheološka istraživanja
Prva istraživanja arheološkog lokaliteta na kome je otkrivena keramika  započela  su rano, od strane ser A. Evans, koji je, obilazeći ove krajeve kao dopisnik „Mančester Gardijana“ (Manchester Guardian) u vreme bosanskohercegovačkog ustanka, vršio istraživanja u Risnu, i o njima napisao nekoliko rasprava, koje datuje u helenistički period. Nalazi potiču s istraživanja lokaliteta Carine, i jednog grobu u kome je A. Evans pronašao grnčariju helenističkog karaktera.
H. Ričli bio je sledeći istraživač Risna, koji je u članku „Arheološki materijal iz Boke kotorske“ 1898. godine opiso nalaze sa lokaliteta Carine, i prilažio planu, koji deli lokalitet na devet sektora. Među značajnijim nalazima naveo je i fragmente zemljanih posuda.
Učenici Umjetničke škole iz Herceg Novog, kojii su vršili iskopavanja na Carinama 1950. godine, pronašli su ostatke veće sakralne građevine ‒ hrama, veliki mermerni blokovi i delovi arhitektonske plastike sa građevina, sada izloženi na prostoru vile sa mozaicima.
Sledeće istraživanje sproveo je Republičkog zavoda za zaštitu spomenika kulture iz Cetinja dvadesetak godina kasnije, tačnij 1968. godine, u severnom sektoru „Carina”. Tokom ovih istraživanja otkriveno je mnoštvo ulomaka keramike.
Nakon katastrofalnog zemljtresa koji je zahvatio Crnu Goru 1979. godine, tokom obnove porušenog područja, otkriveni su  vredni nalazi sepulkralnog karaktera: rimske urne sa natpisima, bogati prilozi u vidu staklenih flašica ‒ balzamarija i lakrimarija.
U dve kampanje: 1988. i 1989. godine istraživanja na području Risna vršio je Regionalni zavod za zaštitu spomenika kulture iz Kotora, koji je paralelno vršio i zaštitu arheoloških iskopavanja na lokalitetu Carine. Tokom ovih istraživanja je otkrivena; velika koncentracija keramičkih ulomaka raznih posuda, uglavnom južnoitalskog tipa „Gnatija“ keramike, ostaci pitosa, amfora sa poklopcima koji nose oznake proizvođača, ostaci malih posuda sa tankim oslikanim zidovima, tanjira tipa „terra sigilata“.

## Vrste keramike i poreklo
Među otkrivenom keramikom razlikuju se dva osnovna tipa:
Luksuzna keramika —  uvezena sa drugih područja, uglavnom iz radionica u Južnoj Italiji (Magna Graecia), i to uglavnom iz grada Gnatija, po kojem je i dobila ime.
Upotrebna keramik  —  nešto grublje izrade, koja je nastala iz lokalne proizvodnje. Na proizvodnju lokalne keramije, ukazuje nalaz kalupa iz Risna koji svedoči da su njemu izrađivani otisci. To je ujedno i dokaz veće potražnje i distribucije ovog proizvoda, proistekle iz stepena kulture stanovništva.

## Opis keramičkih nalaza iz Risna
Amfore
Iz obilje otkrtivenog keramičkog materijala, kao posebna  celine izdvajaju se brojne amfore za vino i ulje, grčke ili južnoitalske provenijencije. Amfora su punjene grčkim i italijanskim vinom, o vlasniku amfora, kao i o mestu proizvodnje amfora i vina svedoče pečati sa imenima proizvođača utisnuti na drškama, vratu i obodima. Takođe i poklopci amfora u periodu od 2. do 1. veka p.n.e, na spoljašnjoj strani su često ukrašavani monogramom ili imenom proizvođača, ali i raznim simbolima, npr. sunčevim diskom i točkom, simbolom protoka vremena. To svedoči o dugoj i kontinuiranoj trgovini na ovom prostoru mediterana.
Vremenski raspon u koji se amfore datiraju je helenističkog doba (od 4. do 1. veka p. n. e.) do ranog carskog doba, i od 1. i 2. veka n. e. do perioda kasnog carstva.
Luksuzne posude
U ovu vrstu keramike spadaju posude vrlo tankih zidova, firnisanih crnom ili crvenom bojom, ponekad s apliciranim plastičnim ukrasima. Ove posude pravljene su od dobro pročišćene pečene gline. Glavni njihovi ukrasi su kanelure, koje su uglavnom raspoređene ispod oboda i na trbuhu, u frizovima i metopama.
Zidovi luksuzne keramike često su oslikani floralnim i vegetabilnim motivima, a na većim posudama u kasnom helenizmu prikazivane su i mitološke scene, često korišćene za pozorišne predstave, veoma popularne u ovom periodu.
Luksuznu keramiku iz Risna karakterše raznovrsnost posuda, koje mogu biti: 
- krateri sa dvije horizontalne drške,
- kupe ili skifosi,
- aribalosi,
- kantarosi,
- ojnohoi.

Uljane lampe
Luksuznim nalazima pripadaju i uljane lampe, ili  žišci, koje su, pored toga što su se svakodnevno
upotrebljavale, imale i sepulkralni karakter, pa su često pronalažene u arheološki istraženim grobovima u Risnu.
Komična pozorišna maskica
Ove maskice rađene su od fino pročišćene gline, počev od 3.veka p.n.e. Nalaz komične maskice od fino pročišćene zemlje beličaste boje svedoči o ulozi pozorišta i predstava u životu Risna. kao vodeće vrste zanave, u svakodnevnom životu stanovnika.
Ovakve maskice su u Grčkoj upotrebljavane i kao ulaznice za pozorišne predstave.

## Značaj
Na primerima keramike iz Risna najbolje se mogu sagledati prožimanja različitih miljea i kultura, kao i komunikacija građana Risna sa ostalim antičkim svetom.
U antičkom periodu Risan je bio jedan od važnih centara ilirske države, pa je samim tim bio podložan uticajima koji su dolazili iz razvijenog helenističkog sveta. Bogati arheološki nalazi grčke i helenističke provenijencije, oličeni u predmetima od keramike, potvrđuju da je prihvaćeno sve što je u pojedinim istorijskoim razdobljima bilo naprednije, ali isto tako da je ostalo dugo u upotrebi i pamćenju stanovnika Risna nešto što govori o kultu, lokalnoj tradiciji i odnosu prema precima. 

## Spoljašnje veze
- Ivana Komnenić (29. 6. 2011). „U Risnu pronađen zlatni prsten i ostaci kuće iz helenističkog perioda”. Vijesti.me. Приступљено 29. 4. 2020.